# Jour de la vertu
1er fructidor 1er vendémiaire
Le primidi 1er jour complémentaire, officiellement dénommé jour de la vertu,  est le 361e jour de l'année du calendrier républicain.
C'était généralement le 17e jour du mois de septembre dans le calendrier grégorien.